# Jerónimo de Benavente
Jerónimo de Benavente y Quiñones (siglo XVII) fue un militar español, gobernador, capitán general de Canarias y presidente de su Real Audiencia.
En 1661 fue nombrado gobernador de Chile, aunque renunció al puesto por circunstancias familiares. 
En mayo de ese mismo año llegó a Canarias para ocupar la capitanía general de las islas y la presidencia de la Real Audiencia. En el desempeño de sus funciones dispuso la importación de grano para paliar la escasez de provisiones y ejecutó la leva de un tercio de infantería destinado a servir en el ejército de Extremadura en la guerra contra Portugal. 
Acusado de actuar arbitrariamente, de extender su jurisdicción más allá de sus competencias y de favorecer a la Compañía de Canarias (compañía inglesa que monopolizaba el comercio del vino), fue suspendido de su empleo por Felipe IV.
| Predecesor: Sebastián Hurtado de Corcuera | Capitán general de Canarias mayo de 1661 - mayo de 1665 | Sucesor: Juan de Toledo |